# Túath
Het woord túath verwijst naar een Ierse clan en de grond waarop deze woonde. In de periode voor de komst van de Engelsen bestond Ierland uit vele tientallen túatha, die vaak onderdeel waren van grotere bondgenootschappen.
De gemiddelde túath bestond waarschijnlijk uit zo'n 6000 tot 9000 personen.
Bekende túatha zijn onder andere:
- De mythische Tuatha Dé Danann.
- De Ulaid, de túath van onder andere Cú Chulainn. Hun hoofdplaats was Emain Macha.
- De Connachta, waartoe onder andere Medb behoorde. Hun hoofdplaats was Crúachan.
- De Eóganachta. Hun hoofdplaats was Cashel
- De Uí Néill, die Tara beheerste.
- De Dál Riata, die uiteindelijk Schotland veroverde.
- De Dál gCais, de túath van Brian Boru.